# انحنای نرده‌ای
در هندسه ریمانی، انحنای نرده‌ای (به انگلیسی: Scalar Curvature) (یا کمیت نرده‌ای ریچی) ساده‌ترین ناوردای انحنای یک منیفلد ریمانی است. به هر نقطه روی منیفلد یک عدد حقیقی نسبت می‌دهد که توصیف کننده هندسه ذاتی منیفلد در نزدیکی آن نقطه می‌باشد. به‌طور خاص انحنای نرده‌ای میزان تفاوت حجم یک گوی ژئودزیک در یک خمینه خمیده ریمانی با حجم گوی استاندارد در فضای اقلیدسی را بیان می‌کند. در فضای دو بعدی انحنای نرده‌ای دو برابر خمیدگی گاوس است و به‌طور کامل انحنای یک رویه را مشخص می‌کند.
در نسبیت عام، انحنای نرده‌ای چگالی لاگرانژین عمل اینشتین-هیلبرت است. معادلات اویلر-لاگرانژ برای این لاگرانژین در مورد متریک متغیر معادلات میدان خلا اینشتین را تشکیل می‌دهند و متریک‌های ثابت به نام متریک اینشتین شناخته می‌شوند. خمش نرده‌ای به صورت اثر تانسور انحنای ریچی تعریف می‌شود و می‌توان آنرا به عنوان مضربی از متوسط انحناهای مقطعی در یک نقطه توصیف نمود.